# Anel Alexander
Anel Alexander, född Flett 1979 i Pretoria, är en sydafrikansk filmskådespelare.
På gymnasiet vann Alexander bästa kvinnliga biroll i ATKV-tävlingen för tonåringar.  Efter att ha spelat Liezl i 7de Laan spelade hon huvudrollen i de romantiska komedierna Semi-Soet och Klein Karoo.
2013 spelade hon huvudrollen i en afrikansk dramaserie som heter Geraamtes in die kas. Senare samma år vann hon utmärkelsen kykNET Silwerskermfees för bästa kvinnliga biroll för sin roll i Faan Se Trein. Alexander har spelat i filmen Discreet från 2008 tillsammans med sin man James Alexander.